# Villa Sant'Elia
La Vil·la Sant'Elia és una vil·la que es troba al poble de Las Tronas, situat als afores del municipi de l'Alguer, catalogat com a Bé Cultural per la Regió Autònoma de Sardenya. No s'ha de confondre amb una vil·la anomenada igual situada a Sassari, també a Sardenya, i inspirada també pel barroc tardà.

## Descripció
Situada a prop del mar, es va construir amb el model arquitectònic del castell medieval, freqüent entre els segles XIX i XX. Els elements que justifiquen aquesta afirmació són els merlets que acaben la cornisa, els arcs apuntats de les finestres, la torre tradicional i petites decoracions d'algunes obertures. Es va reformar afegint dues plantes a la part superior, el que va alterar el volum i aparença originals.

## Història
Pertanyia a la família piemontesa Arborio Mella di Sant'Elia, que ho va vendre l'any 1959 per ser utilitzat com a hotel.